# Anna von Griesheim
Anna von Griesheim (* 1966 in München) ist eine deutsche Modedesignerin für Frauenmode. Ihre Kollektionen umfassen elegante Abend- und Cocktailkleider sowie Tagesoutfits wie Mäntel, Blusen und T-Shirts. Sie ist vor allem als Ausstatterin einiger prominenter Persönlichkeiten aus der deutschen Showbranche, Fernsehwelt und Bundespolitik bekannt geworden.

## Leben
Anna von Griesheim ist die Tochter eines Ingenieurs (aus einer nach dem Ort Griesheim im Ilmtal benannten Adelsfamilie von Griesheim) und einer Hausfrau und Malerin. Sie wuchs in München und später Wiesbaden auf. Schon als Kind beschäftigte sie sich mit Vorliebe mit Papier-Anziehpuppen. Als Jugendliche wollte sie zunächst Schauspielerin werden, jobbte nebenbei unter anderem im Frankfurter Laden von Jil Sander und begann nach dem Abitur eine Lehre als Maßschneider im Haute-Couture-Haus „Elise Topell“, gegründet im Berlin der 1930er Jahre  von Elise Topell, die dort als eine der renommiertesten Modedesignerinnen galt. Seit 1948 in Wiesbaden ansässig führte nach Topells Tod 1984 Lollo Grund das Modeatelier fort. Sie bot Anna von Griesheim nach deren Lehre eine Assistentenstelle an, doch von Griesheim zog es 1989 nach Berlin, wo schon ihre Großeltern gelebt hatten. Hier machte sie sich nach einem Praktikum bei der Designerin Brigitte Haarke, einer einjährigen Schnittausbildung an einer privaten Modeschule und Zeichenunterricht selbstständig.
Nachdem ihre kleinen ersten Kollektionen, die sie zunächst im Freundeskreis vorstellte, schnell darüber hinaus Anklang fanden, eröffnete sie 1991 ihren nach eigenen Entwürfen ausgebauten Salon in der Pariser Straße am Ludwigkirchplatz im Ortsteil Wilmersdorf, über dem auch ihr Atelier liegt. Der spätere Umbau des Geschäftes wurde 2006 im Wettbewerb Gute Gestaltung des Deutschen Designer Club (DDC) preisgekrönt. Das Atelier beschäftigt etwa zehn Mitarbeiter. Seit dem Jahr 2000 ist Anna von Griesheim mit ihren Kollektionen international vertreten, unter anderem in Italien und Frankreich. Sie ist jedoch bisher nicht auf den großen Modeschauen zu sehen, sondern wirbt für ihre Marke, indem sie häufig in ihren eigenen Abendgarderoben bei Benefizgalas auftritt. Neben ihrem Hauptberuf ist sie als Autorin tätig. 2010 erschien ihr erstes Buch, das die Bestsellerliste des Börsenblatts des Deutschen Buchhandels erreichte. Seither hält sie auch Vorträge für Frauen zu Fragen von Outfit und Auftritt im Business.
Typisch für von Griesheims Mode ist unter anderem Einfarbigkeit und ein schräg zum Fadenlauf angelegter Schnitt. Der gezeichnete Idealentwurf wird vor der Fertigstellung in der Regel direkt am Körper überprüft und gesteckt. Die Stoffe stammen meist aus Italien oder Frankreich, häufig verwendet sie Seidencrêpe.
Anna von Griesheim hat Garderoben für unterschiedlichste Theater- und Showbühnengrößen sowie Fernsehproduktionen gefertigt, zum Beispiel für Helen Schneider Anouschka Renzi, Gudrun Landgrebe und Inge Meysel. Zu ihrem Privatkundenkreis zählen oder zählten unter anderem Franziska van Almsick, Katarina Witt, Mariella Ahrens, Friede Springer, Maybrit Illner, Sandra Maischberger, Marietta Slomka, Mareile Höppner, Carola Ferstl, Anja Kling, Gerit Kling, Sabine Christiansen, Andrea Sawatzki, Esther Schweins, Tamara Gräfin von Nayhauß, Nina Hoss, Sophie von Kessel, Jette Joop, Eva Padberg, Renate Künast. Seit Angela Merkels Wahl zur CDU-Vorsitzenden im Jahr 2000 war von Griesheim mit verantwortlich für den nicht nur in Boulevardmedien weithin beachteten Wandel in ihrem Bekleidungsstil zum Moderneren hin. Größere Bekanntheit erlangte beispielsweise das von Merkel zur Eröffnung der Bayreuther Festspiele im Juli 2005 getragene zartlachsfarbene Abendkleid. Seit der gewonnenen Bundestagswahl im Herbst 2005 ist zwar die Hamburgerin Bettina Schoenbach neue Hauptdesignerin der Garderobe Merkels, die Bundeskanzlerin trägt jedoch weiterhin auch von Anna von Griesheim entworfene Teile in neuen Arrangements. Ein solches Neuarrangement, das Merkel bei der Eröffnung des neuen Osloer Opernhauses trug, erregte 2008 Aufsehen in den Medien wegen des tiefen Dekolletés.